# Beleg van Rijnberk (1597)
Het Beleg van Rijnberk was de belegering van het door de Spaanse Nederlanden gecontroleerde stad Rijnberk, het huidige Rheinberg, door Maurits van Nassau in 1597, tijdens de Tachtigjarige Oorlog. Het beleg was onderdeel van Maurits' succesvolle veldtocht van dat jaar.

## Aanloop
Onderweg naar Rijnberk werd stad en kasteel van Alphen bij verdrag ingenomen. Amalia van Nieuwenaar-Alpen (de weduwe van Hendrik van Brederode en Frederik III van de Palts), vrouwe van Alphen, moest een neutraliteitsverdrag tekenen en zich afzijdig houden van de opstand. Dit bracht voor de heerlijkheid Alphen een tijd van consolidatie. Zo kon het zijn dat Maurits al op 10 augustus voor Rijnberk stond. Hij ging meteen tot de aanval over.

## Beleg
Maurits arriveerde voor Rijnberk met een leger van 8200 man sterk. Daarnaast had hij de beschikking over een grote hoeveelheid artillerie, aangevoerd over de Rijn. Na tien dagen van beschietingen gaf het Spaanse garnizoen zich op 20 augustus over.

## Nasleep
Door de verovering van Rijnberk waren de Spaansgezinde steden in de graafschap Zutphen en landschap Twente ontdaan van een belangrijke aanvoerstad van voorraden. Ook ontzet zou zo lastiger worden. Maurits ging ervan uit dat de verovering van de steden in het oosten nu niet al te lastig zou worden.
Het volgende jaar zou Francesco de Mendoza Rijnberk alweer innemen voor Spanje, wat de stad de bijnaam La puta de la guerra opleverde, hoer van de oorlog. De Spaanse bezetting onder commandant Don Luis Bernardo de Avila zou tot 1601 duren, toen Maurits opnieuw Rijnberk wist te veroveren na een beleg van meer dan een maand.
Beleg van Rijnberk (1586-90) · 
Beleg van Rijnberk (1597) ·
Beleg van Rijnberk (1598) · 
Beleg van Rijnberk (1601) · 
Beleg van Rijnberk (1606) · 
Beleg van Rijnberk (1633)